# David Chalmers
David Chalmers (nascut el 20 d'abril de 1966), és un filòsof australià especialitzat en la ment, influït per Daniel Dennett. Un dels seus conceptes més famosos és el salt explicatiu, o la impossibilitat d'explicar satisfactòriament els qualia o fenòmens subjectius a altres persones, problema que afecta a la teoria de la comunicació i la consciència. Ha usat repetidament els zombies com a experiment mental, posant el supòsit que fossin individus físicament igual als humans, en un món idèntic, però sense les seves percepcions. Els debats de com afectaria això a qüestions d'identitat continua viu.